# Rikidózan
Kim Sillak (hangul: 김신락, handzsa: 金信洛, RR: Kim Sin-rak; művésznevén Rikidózan (力道山); Hongvon (Hongwon), 1920. november 14. – Tokió, 1963. december 15.) koreai származású többszörös bajnok szumóbirkózó, koreai hazafi.

## Élete
Kim Sillak (Kim Sin-rak) néven született a Gyarmati Koreában, Dél-Hamgjong (Dél-Hamgyeong) tartományban, Hongvon (Hongwon-)ban. 1938 nyarán Japánba költözött, ahol szumózni kezdett. A japánok mindent elkövettek azért, hogy saját nemzetük játékosaként tüntessék fel Kimet, ezért Momota Micuhiro (Momota Mitsuhiro, 百田 光浩) néven bocsátottak ki számára személyi igazolványt, ami szerint Nagaszaki prefektúrában, Omurában született Momota Inoszuke gyermekeként, 1924-ben.

## Pályafutása
Két évnyi edzés után vett részt először bajnokságokon. Mint minden japán birkózónak, neki is szüksége volt egy művésznévre, a ma is ismert Rikidózan néven debütált. Ellenfeleihez képest alacsonynak és könnyűnek számított a maga 176 cm-es magasságával, illetve 105 kilogrammos tömegével.
Összesen 19 alkalommal lett világbajnok, de többször nyert ázsiai és óceániai bajnokságokon is.

## Halála
Jakuzák gyilkolták meg 1963. december 15-én.